# Badmintonmeisterschaft von Hongkong 2007
Die Badmintonmeisterschaft von Hongkong des Jahres 2007 trug den vollständigen Namen Bank of China (Hong Kong) Hong Kong Annual Badminton Championships 2007 (chinesisch 2007 中銀Hongkong全港羽毛球錦標賽).

## Sieger und Finalisten
| Disziplin    | Gold                                   | Silber                                           |
| ------------ | -------------------------------------- | ------------------------------------------------ |
| Herreneinzel | Hu Yun                                 | Ng Wei                                           |
| Dameneinzel  | Zhou Mi                                | Yip Pui Yin                                      |
| Herrendoppel | Hui Wai Ho Alroy Tanama Putra          | Albertus Susanto Njoto Yohan Hadikusumo Wiratama |
| Damendoppel  | Chau Hoi Wah Wong Man Ching            | Yip Pui Yin Lam Sin Ying                         |
| Mixed        | Yohan Hadikusumo Wiratama Chau Hoi Wah | Hu Yun Zhou Mi                                   |